# Граве, Эльса
Эльса Граве (швед. Elsa Grave, 17 января 1918 — 17 июня 2003) — шведская писательница, поэтесса и художница.

## Биография
Эльса Граве родилась в 1918 г. Её отец Карл Вольрат Граве был горным инженером, мать Эльса Регина Ерле — учительницей.
Окончив школу в 1938 г., Эльса год путешествовала по странам Европы и изучала искусство. Вернувшись в Лунд, она поступила в Лундский университет, где изучала романские языки, историю искусств и религии. Во время обучения в университете она познакомилась с поэтом и художником Свеном Альфонсом. В 1942 г. она переехала в Стокгольм для изучения искусства у художника Исаака Грюневальда. Тогда же она познакомилась с писателем и переводчиком Карлом Веннбергом. В 1943 г. она впервые показала себя поэтессой, выпустив сборник стихов Inkräktare.
В 1945 г. Эльса вышла замуж за врача Олле Хеншена-Нюмана и вернулась с ним обратно в Лунд. В этом браке родилось двое детей, и семья переехала в Линчёпинг и Боден, где работал муж Эльсы. Эльса опубликовала несколько сборников стихов и драму. В 1945 г. брак распался, а Эльса с двумя детьми прожила год на Капри, а затем некоторое время жила в Сэндруме (Халланд), где обосновалась община художников. В 1957 г. она поселилась недалеко от Хальмстада, где и прожила следующие 40 лет.
Литературное наследие Эльсы Граве включает восемнадцать поэтических сборников, три романа и несколько пьес, её творчество представлено во многих поэтических антологиях. Общественное признание она получила после выхода в 1948 г. сборника Bortförklaring. Она считается одной из самых заметных поэтесс Швеции середины XX в. Её произведения характеризуются своеобразным стилем, сочным языком, абсурдом, гротеском и иронией. В стихах она часто критикует западную цивилизацию, в поэме Svinborstnatt выводит свиней, которые почти достигли уровня человека. Она часто пишет о материнстве, об усталых, печальных матерях, с трудом справляющихся со своими обязанностями.
Творчество Эльсы Граве было высоко оценено современниками. Она неоднократно получала литературные призы, в частности, престижную премию Общества Девяти (1968 г.), премию Карла Эмиля Энглунда (1978), Приз Шведского радио (1978) и др.

## Публикации
| - Inkräktare 1943 - Som en flygande skalbagge 1945 - Bortförklaring 1948 - Den blåa himlen 1949 - Medusan och djävulen 1949 - Avskedsövning 1951 - Påfågeln 1952 - Isskåpet 1952 - 9 elegier 1953 - Ariel 1955 - Lufthav 1956 - Från taggarnas värld 1958 - Luciafirarna 1959 - Positiv försvarspolitik 1959 - Isdityramb 1960 - Höstfärd 1961 | - Tre lyriska gräl 1962 - Dikter 1943—1963 - Sphinxen 1963 - Höjdförlust 1965 - Medan vi låg och sov 1966 - Hungersöndag 1967 - Dikter 1968 - Vid nödläge 1969 - Mödrar som vargar 1972 - Avfall. Från och till 1974 - Slutförbannelser 1977 - En tid i paradiset 1981 - Evighetens barnbarn 1982 - För isdemoner är fan en snögubbe 1985 - Sataneller 1989 |